# Alfred Schlaich
Alfred Schlaich, né le 14 novembre 1847 à Paris et mort le 27 septembre 1905 à Vincennes, est un artiste peintre et dessinateur français d'origine suisse.

## Biographie
Né le 14 novembre 1847 au no 22 de la rue de la Fontaine-Molière, Louis-Marc-Alfred Schlaich est le fils de Françoise-Judith-Elisabeth Pyt, née à Genève, et du coiffeur Marc-Benjamin Schlaich, né à Lausanne. Ses parents se marient quelques mois après sa naissance.
Après la Commune de Paris, Schlaich travaille comme peintre sur émail à Genève, où il fréquente des communards fugitifs et des révolutionnaires tels que Nikolaï Ivanovitch Joukovski. Il se lie d'amitié avec Charles Perron.
Élève de l'artiste genevois Barthélemy Menn ainsi que des peintres Boulanger (probablement Gustave Boulanger) et Lefebvre (probablement Jules Lefebvre), Alfred Schlaich expose ses œuvres au Salon des artistes français et au Salon des indépendants à partir des années 1880. Principalement pastelliste, il se spécialise dans les paysages et notamment dans les vues de Paris et de ses environs.
Après une collaboration avec John Grand-Carteret pour les illustrations du livre Les Mœurs et la caricature en Allemagne, en Autriche, en Suisse (Paris, Westhausser, 1885), il réalise des dessins humoristiques et des caricatures pour les revues Le Rire et Le Cycle au milieu des années 1890.

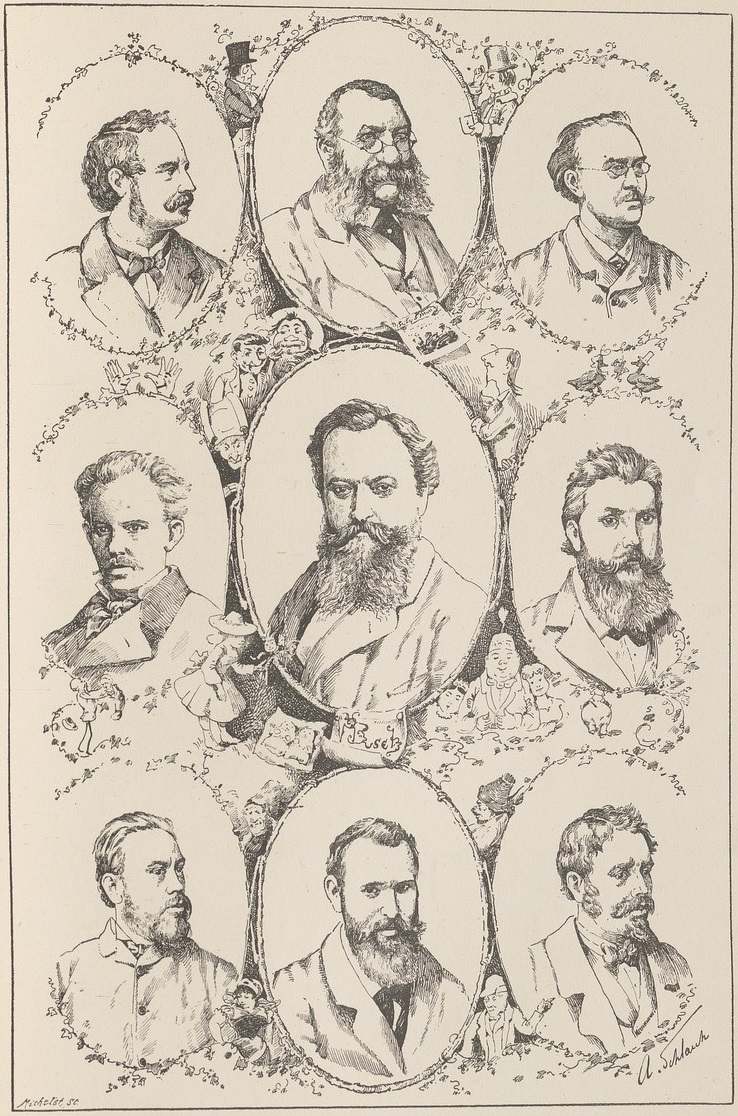
Neuf portraits de caricaturistes d'Allemagne, d'Autriche et de Suisse (1885).
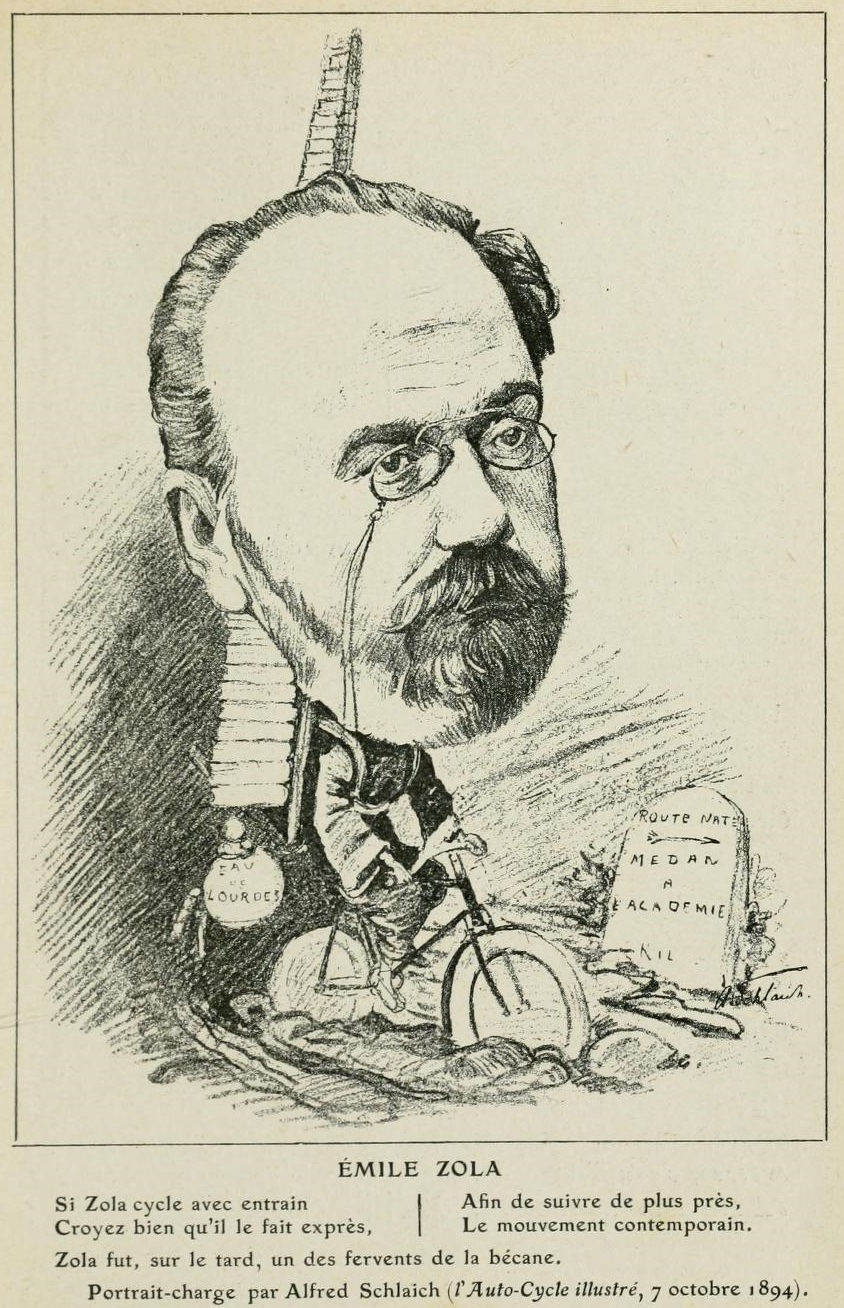
Caricature de Zola (Le Cycle, 7 octobre 1894).
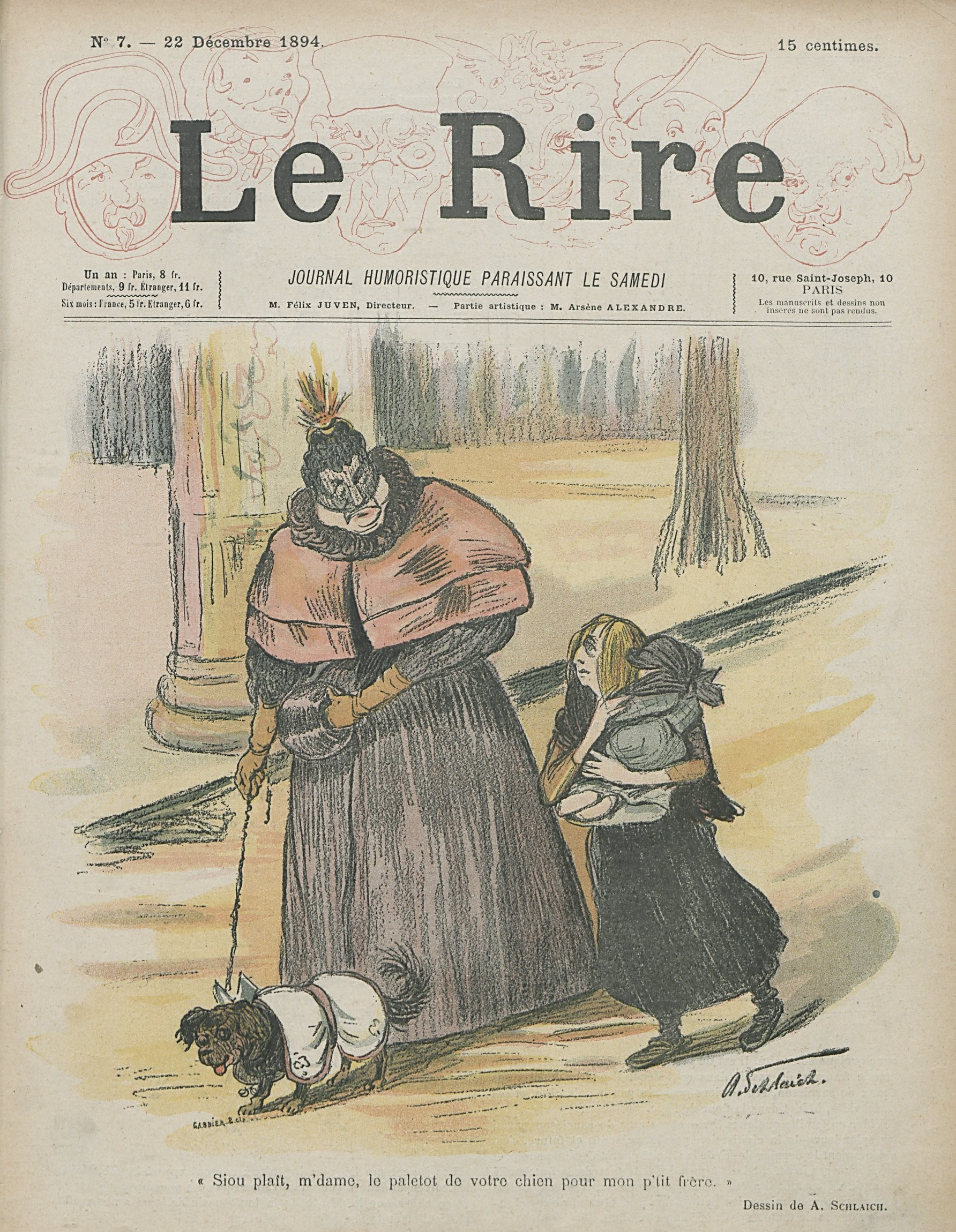
Couverture du Rire du 22 décembre 1894.

Résidant depuis de nombreuses années à Vincennes, il meurt à son domicile du no 55 de la rue Diderot le 27 septembre 1905. Il était marié à une Lausannoise, Lina Ruchty (1847-1918), et était le père de Hugues (1872-1928) et de Marc (1875-19..), tous deux comptables.